# Termitomyces
Genre
Termitomyces est un genre de champignons basidiomycètes agaricoïdes lamellés, appartenant à la famille des Lyophyllaceae,. Il y a environ une trentaine d'espèces dans le genre.

## Specificité
Ils sont la source de nourriture pour une sous-famille de termites, les Macrotermitinae, qui vivent en symbiose du même type que celle entre champignons et fourmis champignonnistes des genres Atta et Acromyrmex. Ces champignons sont comestibles pour la plupart, et les grandes espèces sont un aliment pour la population locale. Le genre comprend les plus grands sporophores connus, ceux de Termitomyces titanicus d'Afrique de l'Ouest, dont les hyménophores atteignent le mètre de diamètre. Ces champignons poussent sur des «peignes», qui sont les excréments des termites, mélangés à des fragments de bois.
Arthur French a travaillé en Ouganda (1955-1969) sur le rapport entre les champignons et les termites.

## Liste des espèces
- Termitomyces albuminosus
- Termitomyces aurantiacus
- Termitomyces bulborhizus
- Termitomyces clypeatus
- Termitomyces eurhizus
- Termitomyces globulus
- Termitomyces heimii
- Termitomyces letestui
- Termitomyces mammiformis
- Termitomyces microcarpus
- Termitomyces robustus
- Termitomyces sagittiformis
- Termitomyces schimperi
- Termitomyces striatus
- Termitomyces titanicus
- Termitomyces umkowaan (Cooke & Massee) D.A. Reid 1975